# Élections sénatoriales de 2011 en Lozère
Les élections sénatoriales en Lozère ont lieu le dimanche 25 septembre 2011. Elles ont pour but d'élire le sénateur représentant le département au Sénat pour un mandat de six années.

## Contexte départemental
Lors des élections sénatoriales du 23 septembre 2001 en Lozère, un sénateur DL a été élu au 1er tour, Jacques Blanc.
Depuis, tous les effectifs du collège électoral des grands électeurs ont été renouvelés, avec les élections législatives françaises de 2007, les élections régionales françaises de 2010, les élections cantonales de 2008 et 2011 et les élections municipales françaises de 2008.

## Sénateurs sortants
| Sénateur | Sénateur      | Parti | Fonctions lors de l'élection en 2001                                        |
| -------- | ------------- | ----- | --------------------------------------------------------------------------- |
|          | Jacques Blanc | UMP   | Député, président du conseil régional, conseiller municipal de La Canourgue |

## Présentation des candidats et des suppléants
Les nouveaux représentants sont élus pour une législature de 6 ans au suffrage universel indirect par les 344 grands électeurs du département. En Lozère, les sénateurs sont élus au scrutin majoritaire à deux tours. Leur nombre reste inchangé, 1 sénateur est à élire. Ils sont 3 candidats dans le département, chacun avec un suppléant.
| T/S | Candidats | Candidats              | Parti | Principale fonction                                |
| --- | --------- | ---------------------- | ----- | -------------------------------------------------- |
| T   |           | Alain Bertrand         | DVG   | Vice-président du conseil régional, maire de Mende |
| S   |           | Guylène Pantel         | PS    | Conseillère municipale d'Ispagnac                  |
| T   |           | Jacques Blanc          | UMP   | Sénateur sortant, maire de La Canourgue            |
| S   |           | Françoise Saint-Pierre | DVD   | Maire du Pompidou                                  |
| T   |           | Jean-François Pardigon | FN    | Conseiller régional                                |
| S   |           | Jérôme Péron           | FN    |                                                    |

## Résultats
| Candidat et parti politique | Candidat et parti politique | Candidat et parti politique | Premier tour | Premier tour | Second tour | Second tour |
| Candidat et parti politique | Candidat et parti politique | Candidat et parti politique | Voix         | %            | Voix        | %           |
| --------------------------- | --------------------------- | --------------------------- | ------------ | ------------ | ----------- | ----------- |
|                             | Alain Bertrand              | DVG                         | 168          | 49,70        | 173         | 50,58       |
|                             | Jacques Blanc               | UMP                         | 169          | 50,00        | 169         | 49,42       |
|                             | Jean-François Pardigon      | FN                          | 1            | 0,30         | 0           | 0,00        |
|                             |                             |                             |              |              |             |             |
| Inscrits                    | Inscrits                    | Inscrits                    | 344          | 100,00       | 344         | 100,00      |
| Abstentions                 | Abstentions                 | Abstentions                 | 0            | 0,00         | 0           | 0,00        |
| Votants                     | Votants                     | Votants                     | 344          | 100,00       | 344         | 100,00      |
| Blancs et nuls              | Blancs et nuls              | Blancs et nuls              | 6            | 1,74         | 2           | 0,58        |
| Exprimés                    | Exprimés                    | Exprimés                    | 338          | 98,26        | 342         | 99,42       |

*sortant
Le 5 octobre 2011, Jacques Blanc annonce qu'il va formuler un recours au sujet de l'élection devant le Conseil constitutionnel.
Le 22 décembre 2011, le Conseil constitutionnel décide d'annuler l'élection et annonce une élection partielle.